# Dirigibile portaerei
I dirigibili portaerei furono studiati negli Stati Uniti dopo la fine della prima guerra mondiale, ne furono costruiti due esemplari che operarono fra il 1932 ed il 1935, entrambi furono persi in seguito ad incidenti. Successivamente fu presentato il progetto per una nuova aeronave, progetto che tuttavia non giunse mai ai piani costruttivi.

## Origine
Gli Stati Uniti dopo la prima guerra mondiale studiarono, a differenza della maggior parte delle altre potenze, l'impiego militare dei dirigibili. Gran parte dell'interesse era legato alla marina, che aveva iniziato la costruzione di 4 dirigibili nel 1916, ridotti poi a due con la fine delle ostilità. Nonostante entrambe le aeronavi fossero perse per incidenti (fra l'altro, con la perdita quasi totale dell'equipaggio nella ZR-2, che utilizzava idrogeno come gas di galleggiamento) la US Navy richiese alla Germania la costruzione di un nuovo dirigibile (ZR-3 Los Angeles), in sostituzione dei due assegnatele dal trattato di pace, sabotati dagli equipaggi.

### Primi esperimenti
I primi esperimenti di lancio di un aereo utilizzando un dirigibile risalivano alla prima guerra mondiale, quando, nel 1917, un dirigibile dell'Aviazione dell'Esercito Statunitense sganciò un caccia Curtiss JN-4 da una quota di 760 m, caccia che atterrò regolarmente.
Successivamente il dirigibile tedesco LZ-80 lanciò con successo il 26 gennaio 1918 un Albatros D.III da una quota di 1200 m, mentre nel novembre dello stesso anno, pochi giorni prima dell'armistizio, il dirigibile britannico R-23 lancio un caccia Sopwith Camel Scout 2F1.
Questi esperimenti non avevano un valore probante, dato che non era stato tentato il passo, più difficile, di recuperare l'aereo a bordo del dirigibile. Nel 1922 due studiosi statunitensi, Lawrence Sperry e William Perkins depositarono indipendentemente, a poche settimane uno dall'altro, la richiesta di brevetto per un congegno, denominato "trapezio", che avrebbe permesso decollo e recupero di un velivolo da un mezzo volante.
Il trapezio venne collaudato con successo il 15 dicembre 1924 dal tenente Finter (USAAC), che fu il primo pilota a decollare e riagganciarsi ad un aeromobile (nel caso particolare un dirigibile floscio) in volo.

### La definizione progettuale dei dirigibili portaerei

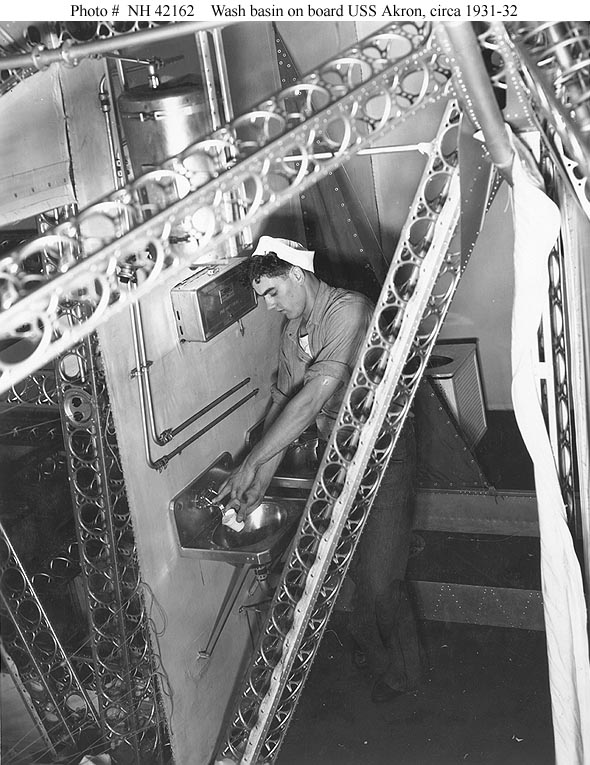
La cucina dellAkron, con particolari della struttura

Sulla base delle esperienze effettuate con il Los Angeles, vennero definite le specifiche per due nuovi dirigibili che avrebbero dovuto operare per ricognizione marittima, protetti da aerei. Per il sostentamento dei dirigibili venne deciso di usare, invece del pericoloso idrogeno (altamente infiammabile) l'elio, che non era utilizzato dagli stati europei, in quanto reperibile solo in Texas e, per la sua valenza strategica, soggetto a divieto di esportazione da parte del governo statunitense.

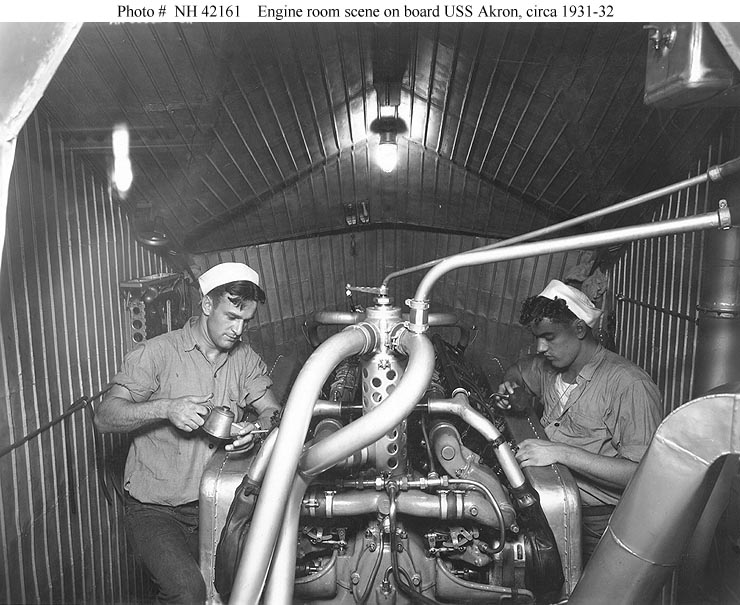
Manutenzione di uno dei motori dellAkron

Lo scopo strategico della costruzione di dirigibili da ricognizione risiedeva nella necessità di tenere sotto controllo le vaste aree marittime dell'Oceano Pacifico, considerando in particolare che, all'epoca, la US Navy aveva solo 21 incrociatori, di cui 11 anteriori alla prima guerra mondiale. Considerando che il costo di un dirigibile era valutato pari a un quarto di quello di un incrociatore e la sua velocità (50 nodi) era nettamente superiore a quella degli incrociatori dell'epoca, il dirigibile era preferibile, tuttavia restava il fatto che era più vulnerabile al fuoco ed agli attacchi aerei. Rispetto agli aerei il dirigibile aveva una autonomia operativa estremamente maggiore, con un raggio di azione circa dieci volte quello di un aereo.. In un'operazione di 12 ore di luce in condizioni ottimali, un dirigibile poteva esplorare alla velocità di crociera una striscia di 121000 km². Restava comunque il fatto che, nonostante nelle manovre marittime della flotta i dirigibili avessero dimostrato una notevole capacità di avvistamento a lunga distanza, gli arbitri delle esercitazioni li avevano sempre considerati abbattuti dagli aerei imbarcati sulle unità di superficie. Per tale motivo gli esperti navali considerarono già nel 1924 che i dirigibili da ricognizione marittima dovessero essere protetti da aerei imbarcati sul dirigibile stesso.
Nel 1929 la Marina Statunitense, utilizzando il dirigibile Los Angeles, effettuò una serie di test del trapezio Sperry, manovrato manualmente dall'interno del dirigibile, tutti con esiti positivi.

## La struttura dei dirigibili portaerei

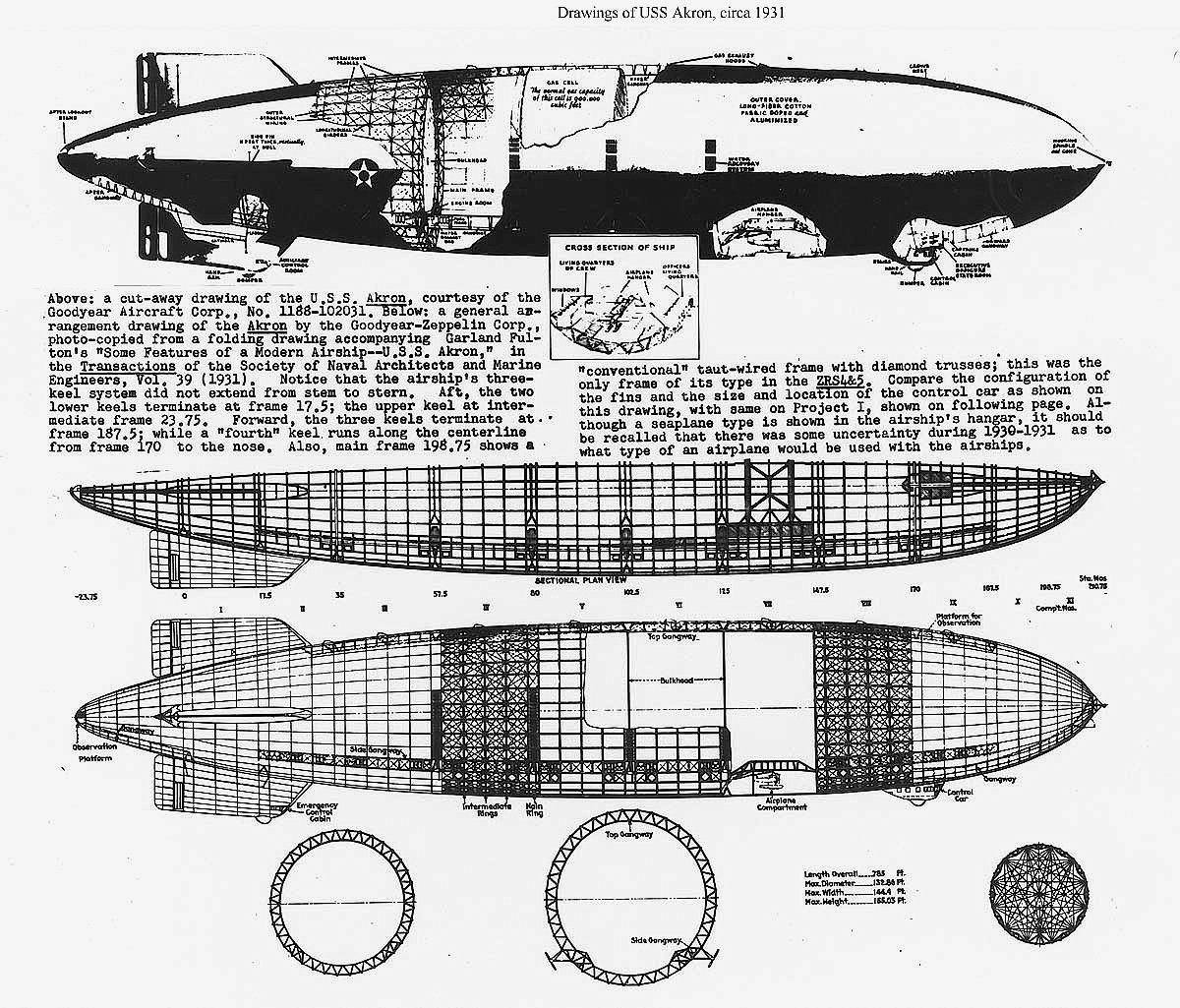
I piani costruttivi dellAkron

La progettazione dei dirigibili portaerei era iniziata nel 1924 presso il Bureau of Aeronautic della marina, partendo da una versione ingrandita del Los Angeles, denominata "progetto 60", ma successivamente ampliando gli scopi e nel 1928 venne indetta una gara per la costruzione di due dirigibili da 180000 m³. la gara fu vinta dal "Progetto I", della Goodyear-Zeppelin Corporation, che si impegnò a fornire due dirigibili, il primo entro 30 mesi ed il secondo 15 mesi dopo.
La Goodyear-Zeppelin Corporation era una joint-venture fra la Goodyear statunitense, che era esperta nella produzione di dirigibili flosci e la Luftschiffbau Zeppelin tedesca, esperta e detentrice di brevetti relativi ai dirigibili a struttura rigida.

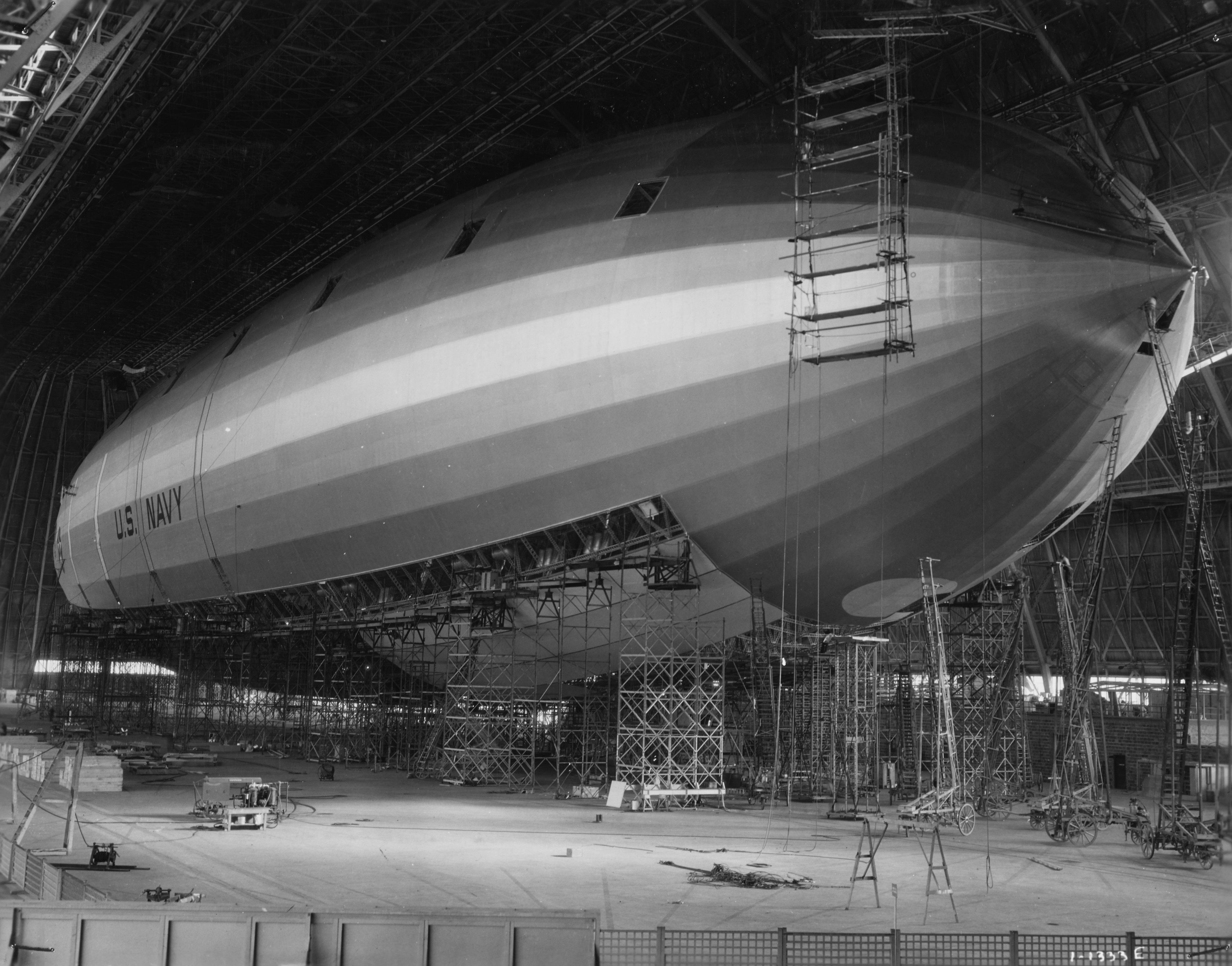
il Macon in costruzione

I dirigibili progettati dalla Goodyear-Zeppelin Corporation avevano una lunghezza di 240 m ed un diametro massimo di 40 m, il peso totale a pieno carico era di 109 t ed il volume del gas di sostentamento (elio) era di 193000 m³, per una spinta di sollevamento di 182 t, quindi con un carico utile di 72 t.
La motorizzazione era su 8 motori Maybach VL-II a 12 cilindri a V da 560 HP, i motori erano a senso di rotazione reversibile, quindi non erano richiesti i meccanismi di inversione della spinta dell'elica. L'utilizzo di elio come gas di sostentamento permise di collocare i motori entro lo scafo invece che in gondole esterne, come nei dirigibili europei, con notevole vantaggio dal punto di vista aerodinamico. Un ulteriore vantaggio proveniente da questa sistemazione era la possibilità di ruotare facilmente le eliche di 90°, creando così una spinta verticale positiva o negativa che favoriva decolli e atterraggi. Le eliche erano bipala in legno. La velocità massima era prevista pari a 72 nodi. La quota massima era di 1.800 m con condizioni atmosferiche favorevoli.
La struttura delle centine era a travatura reticolare a triangoli equilateri che univano tre anelli, due esterni ed uno interno di diametro leggermente inferiore, che formavano un ulteriore triangolo equilatero. Le centine erano collegate da 36 correnti longitudinali. Le centine supportavano 11 paratie di rete elastica che dividevano lo scafo in 12 compartimenti, ognuno dei quali conteneva una cella di gas. Le celle del gas erano realizzate in cotone impregnato di lattice viscoso, o cotone impregnato di lattice gelatinoso, entrambe queste soluzioni, studiate dal NACA in cooperazione con la Fabbrica di Aeroplani della Marina erano notevolmente più resistenti ed economici dei materiali utilizzati in Europa. La struttura inoltre era fornita di tre chiglie a sezione triangolare, che servivano anche come corridoi di ispezione, una era lungo il meridiano al vertice della struttura, mentre le altre due, simmetriche, correvano nella parte inferiore dello scafo.
La parte inferiore del 7° compartimento era utilizzata per i locali equipaggio e per l'hangar in cui erano tenuti gli aerei, in numero teorico di cinque. Il trapezio per gli aerei era incardinato entro l'hangar e gli aerei erano portati sul trapezio tramite carrelli mossi da motori elettrici dai posti di sosta ai quattro angoli dell'hangar. In realtà sull'Akron furono imbarcati solo tre aerei perché le due posizioni di parcheggio posteriori erano rese inutilizzabili da elementi strutturali. Il problema fu risolto sul Macon che, tuttavia, non imbarcò mai più di quattro aerei.
L'armamento di lancio era costituito da 9 mitragliatrici da 7,62 mm poste sul meridiano superiore in corrispondenza alle centine a 57,5 m e 170 m dal bordo di uscita degli stabilizzatori, una per lato nella navicella di controllo, tre nel cono di poppa e due in corrispondenza dello stabilizzatore verticale inferiore.

### Gli aerei

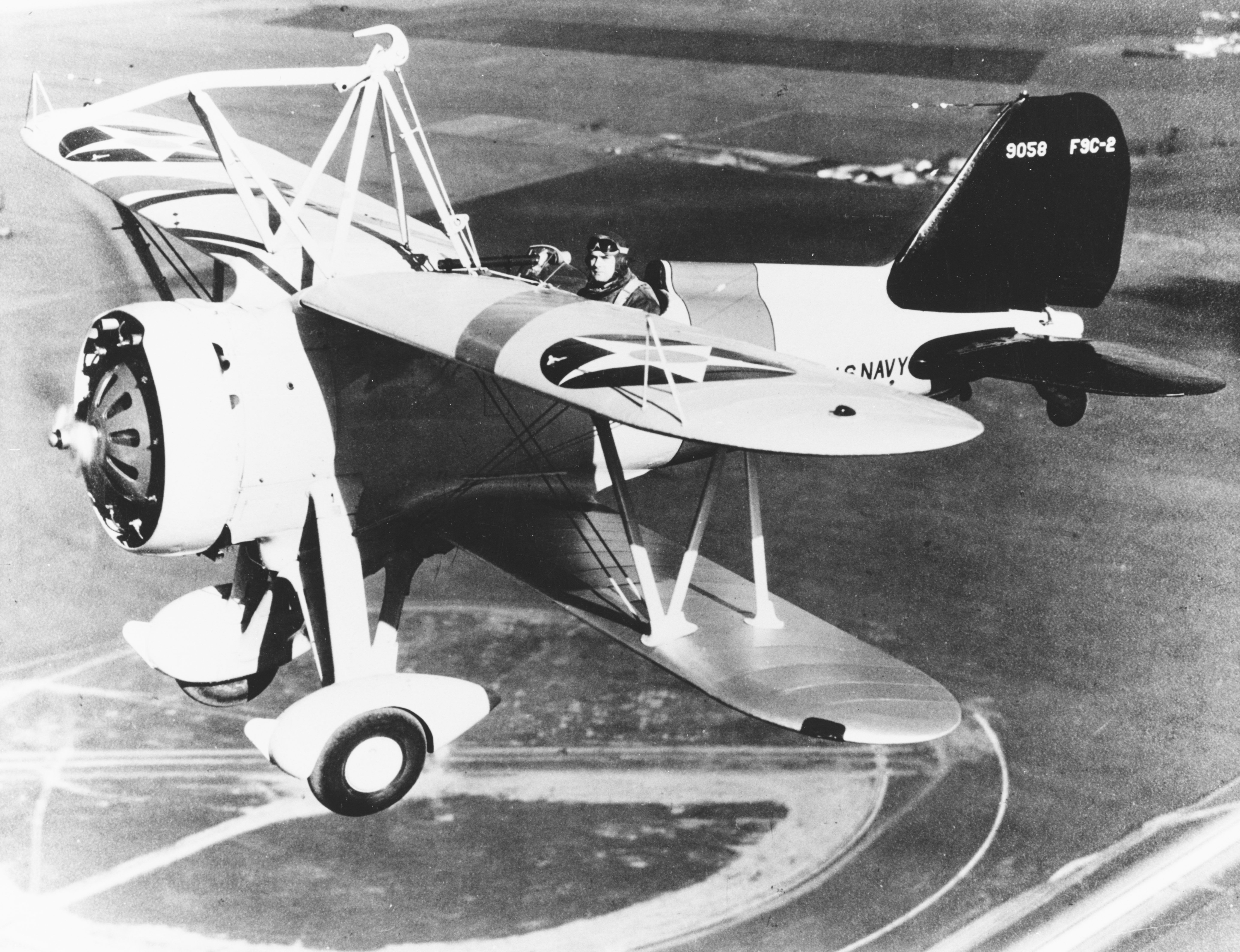
Il Curtiss Sparrowhawk, utilizzato come ricognitore dai dirigibili portaerei

Considerando che l'US Navy non aveva fondi sufficienti per sviluppare un aereo apposito, fu deciso di utilizzare l'XF9C-1 Sparrowhawk, un caccia molto compatto, che tuttavia si era dimostrato inadatto all'uso da portaerei. Per l'utilizzo dai dirigibili ne furono costruiti 8 esemplari, denominati F9C-2. Dato che il peso totale di 5 aerei era di 6,3 t, la spinta statica variava solo del 3% dopo il lancio di tutti gli aerei disponibili, non richiedendo quindi la necessità di gestione della zavorra.

## ZRS-4 Akron
Il primo volo di collaudo dell'Akron venne effettuato il 23 settembre 1931 sotto il comando del capitano di corvetta Rosendhal, ed il dirigibile entrò in servizio 27 ottobre. Effettuò molti voli per scopi "propagandistici", a discapito di quello che avrebbe dovuto essere l'addestramento e lo sviluppo della dottrina di impiego del nuovo mezzo. Questa mancanza di esperienza sul campo impedì di definire le modalità di impiego migliori del nuovo sistema d'arma, cioè se le ricognizioni dovessero essere effettuate dal dirigibile sotto la protezione degli aerei o se dovessero essere effettuate dagli aerei, con il dirigibile che si teneva a distanza di sicurezza dai mezzi nemici.
Il 3 aprile 1933 l'Akron decollò per un volo di routine, ma, incappato in una tempesta notevolmente severa, tanto da essere considerata la peggiore degli ultimi 10 anni sulla costa atlantica, poco dopo la mezzanotte si inabissò, avendo toccato la superficie del mare con uno stabilizzatore, provocando la morte di 73 persone, con tre soli superstiti.

## ZRS-5 Macon
Il Macon effettuò il suo primo volo nell'aprile del 1933, poche settimane dopo il disastro dell'Akron. La principale differenza tecnica con l'Akron erano le eliche metalliche tripala, invece che in legno e bipala come sull'altro dirigibile, modifica che permise di raggiungere una velocità massima di 75 nodi.
Il Macon partecipò a diverse esercitazioni, con risultati poco convincenti, dato che, quando riusciva ad avvistare le navi, generalmente veniva contrastato e considerato abbattuto dai giudici delle esercitazioni. Tuttavia nel luglio del 1934, essendo di base in California, in un'azione di ricognizione distante non programmata riuscì ad intercettare fra Panama e le Hawaii l'incrociatore USS Houston che portava il presidente
Roosevelt. La nave fu intercettata dagli aerei lanciati dal Macon, solo sulla base della rotta presunta, 1560 miglia a sud di San Francisco, ben oltre il raggio di azione degli aerei di base a terra e senza che nel Pacifico fossero presenti portaerei.
Il 12 febbraio 1935 il Macon partito il giorno precedente per una missione di routine, incappò in un'area di maltempo, e perse lo stabilizzatore verticale superiore, nonostante i tentativi dell'equipaggio alle 17.39 venne a contatto con la superficie del mare. Fortunatamente per l'equipaggio erano disponibili giubbotti e zattere di salvataggio, quindi le perdite si limitarono a soli due uomini.

## Conclusioni sull'esperienza delle portaerei volanti
Anche dopo il disastro del Macon la Goodyear-Zeppelin continuò gli studi per una nuova classe di portaerei volanti, di dimensioni maggiori dei due dirigibili già costruiti (270500 m³), con l'dentificatore ZRV (il V serviva ad assimilare questa classe di dirgibili alle portaerei, che avevano l'identificativo CV), in grado di trasportare 9 bombardieri per un carico complessivo di 25 t, compreso l'armamento di caduta. Tale progetto non ebbe l'appoggio né da parte dei politici né da parte delle alte sfere della marina, ed il 6 maggio 1937, quando l'Hindenburg si incendiò provocando 35 vittime, fu escluso l'ulteriore utilizzo di dirigibili rigidi. D'altra parte si stavano manifestando avanzamenti nel campo della costruzione di aerei e delle portaerei tali che i dirigibili portaerei avrebbero avuto prestazioni così limitate da non poter competere con gli aerei imbarcati su navi.

## Riferimenti
Aldo Antonicelli, I dirigibili portaerei della US Navy, su Storia Militare N° 236, maggio 2013, p 51-67